# Parkton (Caroline)
Parkton est une ville américaine située dans le comté de Robeson dans l'État de Caroline du Nord. En 2010, sa population était de 436 habitants.

## Démographie
| 1910 | 1920 | 1930 | 1940 | 1950 | 1960 |
| ---- | ---- | ---- | ---- | ---- | ---- |
| 219  | 382  | 436  | 441  | 527  | 906  |

| 1970 | 1980 | 1990 | 2000 | 2010 | - |
| ---- | ---- | ---- | ---- | ---- | - |
| 550  | 564  | 367  | 428  | 436  | - |

## Source de la traduction
- (en) Cet article est partiellement ou en totalité issu de l’article de Wikipédia en anglais intitulé « Parkton, North Carolina » (voir la liste des auteurs).